# Große Depression (1873–1896)

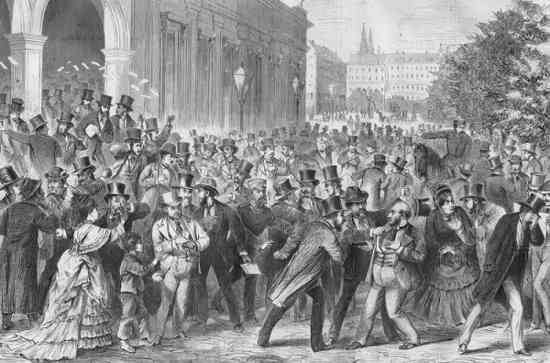
Die Börsenkatastrophe in Wien am 9. Mai 1873. In: Illustrirte Zeitung Nr. 1564, Leipzig, 21. Juni 1873.

Große Depression oder Lange Depression oder auch Große Deflation sind Bezeichnungen für ein erstmals von Wirtschaftstheoretikern der 1920er Jahre beschriebenes Konjunkturtief der Weltwirtschaft in den Jahren 1873 bis 1896. Ihren Ausgang nahm sie mit dem Wiener Börsenkrach in Österreich-Ungarn. Für die Situation im Deutschen Reich, wo die Auswirkungen vergleichsweise moderat waren, wird auch der Begriff Gründerkrach verwendet.

## Begriff
Bezeichnung und tatsächliche Existenz der „Großen Depression“ sind aufgrund des insgesamt bloß verlangsamten weltwirtschaftlichen Wachstums im letzten Viertel des 19. Jahrhunderts wissenschaftlich umstritten. Die Wirtschaftsentwicklung im letzten Viertel des Jahrhunderts wird auch als lange Deflation oder als Abbremsung des überhitzten Wachstums der Gründerjahre beschrieben. Die Untersuchung der politischen Vorgänge in diesem Zeitraum hat die damaligen Krisenängste mit dem Erscheinen radikaler (antisemitischer) Bewegungen und der „deutschen Nervosität“ als Merkmal des Wilhelminismus in Verbindung gebracht.
Im englischen Sprachraum bezeichnet man die Zeit von 1870 bis 1890, als die Preise von Wirtschaftsgütern und Arbeitskraft kräftig nachließen, als Große Deflation. Sie wirkte sich negativ auf etablierte Industriegesellschaften wie etwa Großbritannien aus, während sie gleichzeitig den Vereinigten Staaten, die sich erst im Frühstadium der Industrialisierung befanden, ein sehr großes Wachstum bescherte. Sie war dort eine der wenigen Perioden deflationären Wirtschaftswachstums. Der Wirtschaftshistoriker Toni Pierenkemper benutzt den Begriff auch für das Deutsche Reich, da zwischen 1873 und 1895 nur die monetären Indikatoren wie etwa die Preise im Abschwung begriffen waren, die reale Größen dagegen weiterhin eine deutliche Expansionstendenz aufwiesen.

## Konjunkturverlauf 1873–1896
Bis weit ins 19. Jahrhundert bestimmte die landwirtschaftliche Produktion die Konjunkturzyklen. Wirtschaftliches Wohlergehen der Bevölkerung stand damit vornehmlich in Abhängigkeit zur Natur. Diese Abhängigkeit verlor sich während der industriellen Revolution, weil Handel, Industrie und Finanzwesen sich als Wirtschaftsfaktoren zunehmend in den Vordergrund spielten. Dies galt insbesondere für den rasch wachsenden Handel, der sich über große Distanzen erstreckte. Auf- und Abschwünge wurden damit zu internationalen Phänomenen. Die Schwankungsbreite der Börsenzyklen nahm tendenziell zu. Nach einer längeren Wachstumsphase seit 1850 schlug die Konjunktur 1873 mit einem raschen Einbruch zahlreicher Finanzmärkte um, zuerst in Wien, dann weltweit. Die Baisse leitete eine bis 1879 dauernde scharfe Zäsur ein, die in den meisten Staaten (Ausnahmen waren Großbritannien, Dänemark und die Niederlande) einen Übergang vom Freihandel zum protektionierten Markt markierte. In den frühen 1880er Jahren hielt sich eine aufsteigende Tendenz, ehe erneut eine heftige, zweite, bis 1886 dauernde Krise einsetzte. Eine weitere Abfolge von Auf- und nochmals leichtem Abschwung nach dem Zusammenbruch der Barings Bank 1890 erfolgte bis 1896. Nach diesen Auf- und Abschwüngen begann eine lange Aufschwungphase, die bis zum Beginn des Ersten Weltkriegs 1914 anhielt. In dieser Phase nahm der Welthandel deutlich zu.

## Auswirkungen

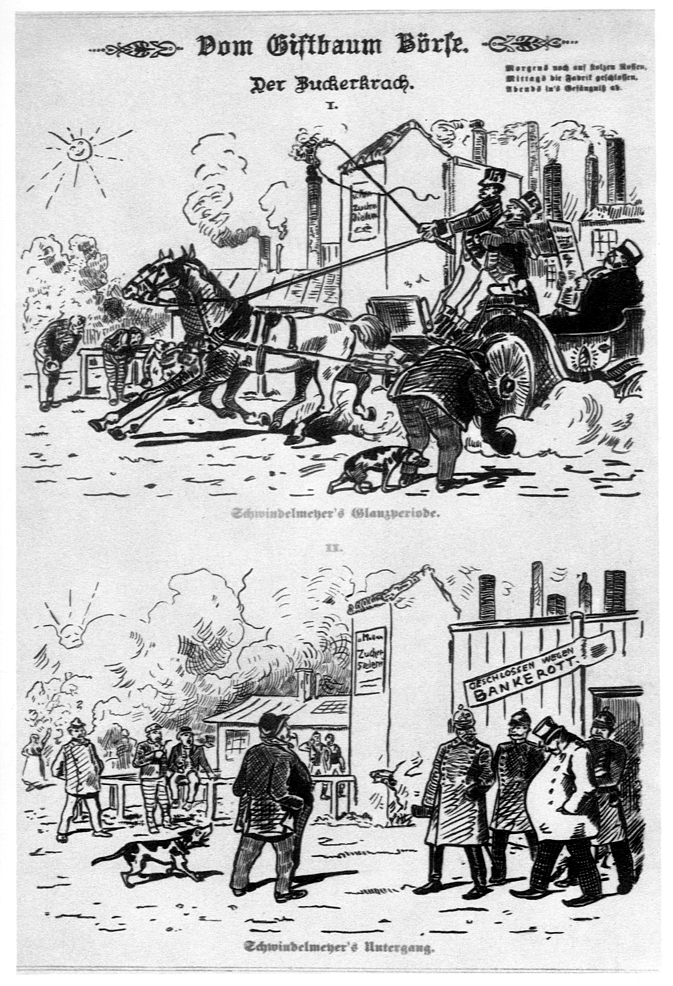
Vom Giftbaum Börse. Der Zuckerkrach. In: Der Wahre Jacob Nr. 82, 1889.

Wirtschaftstheoretiker der 1920er Jahre (insbesondere Nikolai Kondratjew, später Joseph Schumpeter und Hans Rosenberg) begriffen den Zeitraum von 1873 bis 1896 als eine zusammenhängende Weltwirtschaftskrise und bezeichneten sie als „Große Depression“, bisweilen „Lange Depression“. Sie verstanden sie als Teil einer langen Welle (ökonomische Auf- und Abschwungphase), die von 1850 bis 1896 währte. Für die Situation im Deutschen Reich und in Österreich-Ungarn wird auch der Begriff Gründerkrise verwendet. Doch ist dieser zeitlich weniger genau festgelegt; er kann auch nur die Phase zwischen 1873 und dem Ende der 1870er Jahre bezeichnen.
Zwar erlitten manche Branchen tatsächlich schwere Rezessionen in der Zeit zwischen 1873 und 1896. Insgesamt – wenn auch abgekühlt – setzte sich aber die Expansion der Weltwirtschaft fort. Die Weltroheisenproduktion, die in den fünfundzwanzig Jahren vor 1873 jährlich um 5,3 Prozent gewachsen war, nahm anschließend während dreizehn Jahren um noch jährlich 3,3 Prozent zu. Die Wachstumsrate der Weltdampfertonnage, die von 1848 bis 1873 jährlich 7,3 Prozent betragen hatte, sank zwischen 1873 und 1896 lediglich auf 5,8 Prozent im Jahr. Angesichts der ökonomischen Indikatoren spricht mehr für eine Preis- als eine Produktionskrise, weswegen auch die alternative Epochenbezeichnung „Große Deflation“ vorgeschlagen wurde. Indem die Preise um rund ein Drittel sanken, ergaben sich kräftige Reallohnsteigerungen, da die Löhne nicht im gleichen Maß zurückgingen. Das langfristige Wachstum über alle konjunkturellen Bewegungen hinweg war für den Einzelnen aber nur schwer wahrzunehmen. Selbst kurze Einbrüche einer Branche oder Produktionsstätte, Arbeitslosigkeit, Krankheit oder Tod eines erwerbstätigen Familienmitglieds konnten angesichts des minimal ausgebauten sozialen Netzes unmittelbare Not bewirken.
Der freie Wettbewerb wurde durch Konzentrationserscheinungen wie Trusts oder Kartelle eingeschränkt sowie durch gesetzliche Regelungen des Staates organisiert. Die wirtschaftlichen Störungen waren am deutlichsten in den industrialisierten Staaten West- und Mitteleuropas sowie in Nordamerika. Angenommen wird, dass Großbritannien am stärksten betroffen war; es verlor seine bisher unangefochtene wirtschaftliche Führungsrolle in wesentlichen Bereichen an das Deutsche Reich. Dessen industrieller Aufstieg äußerte sich dennoch nicht in einem wachsenden Machtbewusstsein der eigenen Bevölkerung. Die unberechenbaren Konjunkturausschläge förderten die Überzeugung, dass der Wirtschaftsliberalismus und das kapitalistische System überhaupt funktionsgestört sei. Die oftmals antisemitisch durchsetzte Kritik am „Spekulantentum“ erreichte um 1890 ihren Höhepunkt. Ein grassierendes Krisengefühl und das Massenphänomen der „Reizsamkeit“ entsprangen kurzen, aber heftig verspürten Rezessionen. Die kollektive Erfahrung der Zeit ließ sich dadurch viel stärker prägen als durch den langfristigen Wachstumstrend. Die „deutsche Nervosität“ wurde in den Jahrzehnten des Wilhelminismus zu einem vieldiskutierten Thema.